# Phytane
Le phytane  est un alcane de type diterpène.